# Gumercindo Gómez
Gumercindo Gómez (* 21. Januar 1907; † 31. Januar 1980), auch in der Schreibweise Gumersindo Gómez, war ein bolivianischer Fußballspieler auf der Position eines Mittelfeldspielers. Er war zuletzt für Oruro Royal und die Bolivianische Fußballnationalmannschaft aktiv.

## Karriere

### Verein
Seine Vereinskarriere verbrachte Gómez in seiner bolivianischen Heimat. Er stand in den Jahren 1929 bis 1930 im Kader von Oruro Royal aus der Stadt Oruro. Hier gewann er 1929 mit dem Torneo Nacional de Fútbol, einen Turnier mit einzelnen Stadtauswahlen, seinen einzigen Vereinstitel. Weitere Informationen zu seiner Karriere geben die Quellen, wie zu vielen Spielern aus dieser Zeit, jedoch nicht her.

### Nationalmannschaft
Zusammen mit fünf weiteren Spielern des Vereins Oruro Royal wurde Gómez von Nationaltrainer Ulises Saucedo zur Fußball-Weltmeisterschaft 1930 in Uruguay berufen. Hier kam er jedoch nur im ersten Spiel gegen Jugoslawien (0:4) zum Einsatz. Es sollte jedoch sein einziger Einsatz bleiben, da er im zweiten Spiel gegen Brasilien (0:4) durch Eduardo Reyes Ortíz vom Club The Strongest ersetzt wurde.